# Lue Støvelbæk
Lue Dittmann Sanden Støvelbæk (født 14. marts 1995) er en dansk skuespiller, som i 2019 er uddannet på Den Danske Scenekunstskole i Odense. Hans hidtil mest kendte rolle er som den voksne Leslie Frigh i Badehotellet.

## Filmografi

### Film
| År   | Film               | Rolle     | Noter |
| ---- | ------------------ | --------- | ----- |
| 2020 | De forbandede år   | Knud Skov |       |
| 2022 | De forbandede år 2 | Knud Skov |       |

### Tv-serier
| År        | Serie                             | Rolle        | Noter                |
| --------- | --------------------------------- | ------------ | -------------------- |
| 2010-2022 | Borgen                            | Jonas        | Episode 27, 29 og 30 |
| 2013-2022 | Badehotellet                      | Leslie Frigh | Fra sæson 6          |
| 2014-2015 | Bankerot                          | Kunde        | Episode 1            |
| 2017-2018 | Herrens Veje                      | Hjemløs      | Sæson 2              |
| 2019-2023 | Den som dræber - Fanget af mørket | Ulrik        | Episode 22 og 23     |

### Stemmeskuespil[2]
| År   | Navn      | Rolle | Noter |
| ---- | --------- | ----- | ----- |
| 2006 | Ice Age 2 |       |       |

## Privatliv
Støvelbæk kommer ud af en skuespillerfamilie som søn af skuespillerparret Anette Støvelbæk og Lars Mikkelsen. Hans farbror er skuespiller Mads Mikkelsen.

## Eksterne referencer
- Lue Støvelbæk på Internet Movie Database (engelsk)
- Lue Støvelbæk på Filmdatabasen
- Lue Støvelbæk på danskefilm.dk